# Nadezhda Dubovitskaya
Nadezhda Dubovitskaya (en kazajo: Надежда Дубовицкая; Semipalátinsk, 12 de marzo de 1998) es una deportista kazaja que compite en atletismo. Ganó una medalla de bronce en el Campeonato Mundial de Atletismo en Pista Cubierta de 2022, en la prueba de salto de altura.

## Palmarés internacional
| Campeonato Mundial en Pista Cubierta | Campeonato Mundial en Pista Cubierta | Campeonato Mundial en Pista Cubierta | Campeonato Mundial en Pista Cubierta |
| Año                                  | Lugar                                | Medalla                              | Prueba                               |
| ------------------------------------ | ------------------------------------ | ------------------------------------ | ------------------------------------ |
| 2022                                 | Belgrado (Serbia)                    | Medalla de bronce                    | Salto de altura                      |